# Adinandra kjellbergii
Adinandra kjellbergii är en tvåhjärtbladig växtart som beskrevs av Clarence Emmeren Kobuski. Adinandra kjellbergii ingår i släktet Adinandra och familjen Pentaphylacaceae. Inga underarter finns listade i Catalogue of Life.